# قلب دروغ نگو
قلب دروغ نگو (انگلیسی: Heart Don't Lie) سومین آلبوم منتشر شده توسط لاتویا جکسون خواننده و ترانه‌سرای آمریکایی است. این آلبوم که در سال ۱۹۸۴ توسط اپیک رکوردز منتشر شد، تحسین‌شده‌ترین و از نظر تجاری موفق‌ترین آلبوم او تا به امروز است که در رتبه ۱۴۹ بیلبورد ۲۰۰ و شماره ۶۵ در جدول آلبوم‌های سیاه برتر قرار دارد.

## منبع
1. ↑  «Music». Billboard (به انگلیسی). دریافت‌شده در ۲۰۲۳-۰۲-۰۹.
2. ↑  «Music». Billboard (به انگلیسی). دریافت‌شده در ۲۰۲۳-۰۲-۰۹.